# 児玉暁洋
児玉暁洋（こだま　ぎょうよう、1931年 - 2018年）は、日本の仏教学者、浄土真宗僧侶、社会運動家。

## 生涯
岐阜県生まれ。1948年石川県、明達寺（暁烏敏）に入門。1958年金沢大学法文学部哲学科卒。1960年大谷大学大学院文学研究科真宗学科修士課程修了。1961年から1987年まで大谷専修学院に勤める。1985年から真宗大谷派教学研究所所員。1990-1995年同所長。満天星舎（どうだんしゃ）舎主。「宗教者九条の和」呼びかけ人。2018年5月逝去。

## 著書
- 『現代の真宗 3 念仏の感覚』弥生書房 1978
- 『自由はここにあり』東本願寺出版部 東本願寺伝道ブック 1981
- 『はじめのお母さん 生命の根源を求める叫び』真宗大谷派名古屋別院教務部 東別院伝道叢書 1979
- 『念仏の思想』毎日新聞社 1985
- 『生きることを学ぶ 仏陀のことば』弥生書房 1991
- 『正信偈響流 いのちの呼びかけ』真宗大谷派宗務所出版部 同朋選書 1992
- 『清沢満之に学ぶ 現代を真宗に生きる』樹心社 2002
- 『児玉暁洋選集』全12巻 法蔵館 2017-2019

### 共編著
- 『念仏が開く歴史と社会』二葉憲香共著 東本願寺出版部 同朋選書 1982
- 『暁烏敏先生五十回忌記念講演集』共著 北國新聞社出版局 十方叢書 2005
- 『世界を開く仏教』寺川俊昭共著 樹心社 2007
- 『念仏者と平和 改憲・教育基本法「改正」問題と私たち』高史明,高橋哲哉,小川一乗,真城義麿,信楽峻麿ほか共著 真宗大谷派宗務所出版部 2007
- 『大地の念仏者加賀の三羽烏講演録 宗祖親鸞聖人七百五十回御遠忌讃仰』水島見一,松田章一共著 金沢教区宗祖親鸞聖人七百五十回御遠忌お待ち受け委員会 2011